# Stazione di Caprigliola-Albiano
Stazione di Caprigliola-Albiano 2003-ban bezárt vasútállomás Olaszországban, Aulla településen.

## Vasútvonalak
Az állomást az alábbi vasútvonalak érintették:
- Parma–La Spezia-vasútvonal

## Kapcsolódó állomások
A vasútállomáshoz az alábbi állomások vannak a legközelebb:
- Stazione di Santo Stefano di Magra
- Stazione di Aulla